# رالف کان
رالف کان (انگلیسی: Ralph Cann؛ ۱۷ نوامبر ۱۹۳۴ – ۲۲ سپتامبر ۲۰۲۴) بازیکن فوتبال اهل انگلستان بود.
از باشگاه‌هایی که وی در آنها بازی کرده، می‌توان به باشگاه فوتبال منزفیلد تاون اشاره کرد.